# St-Sébastien (Dambach-la-Ville)

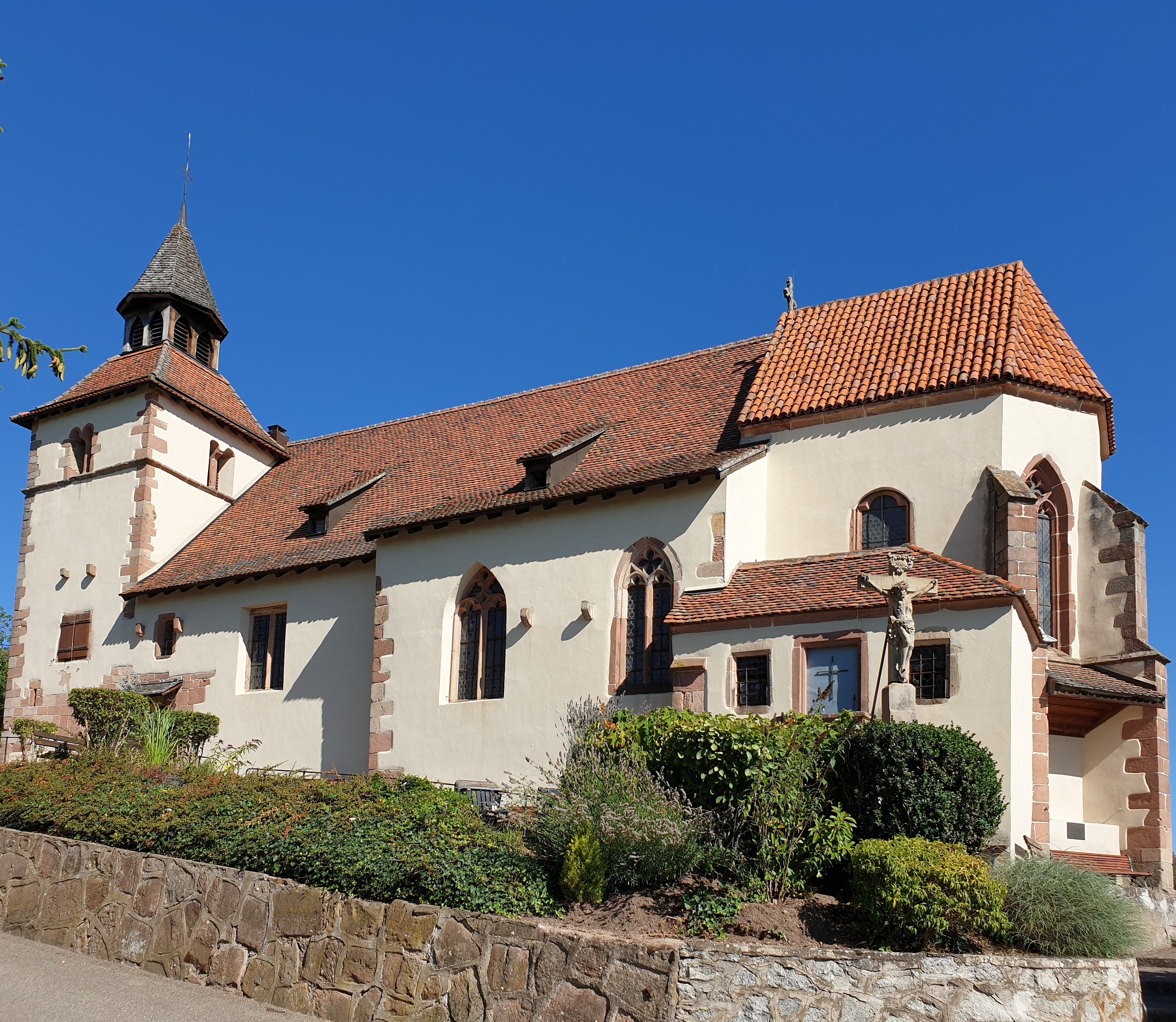
St-Sébastien

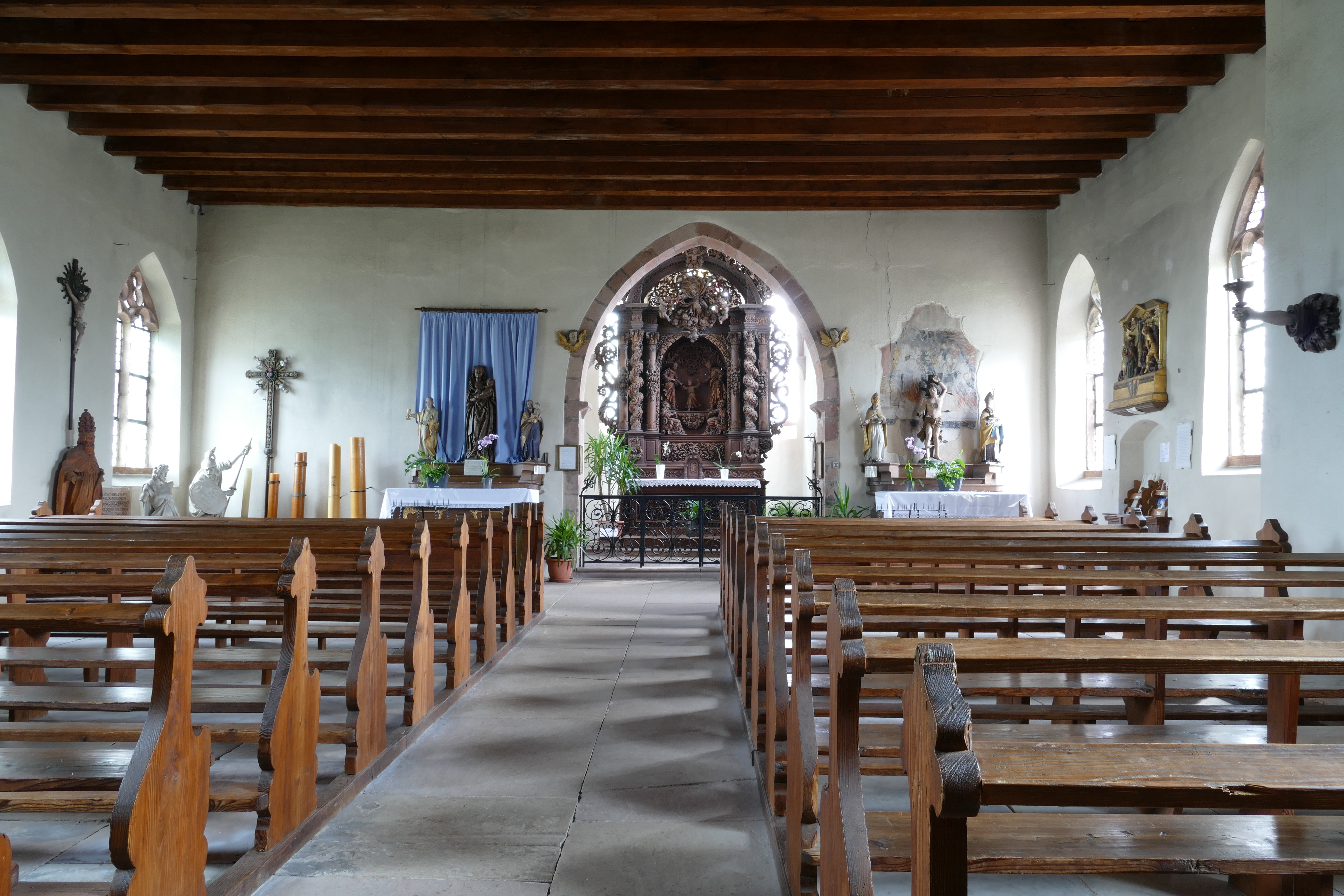
Blick in das Kirchenschiff zum Chor

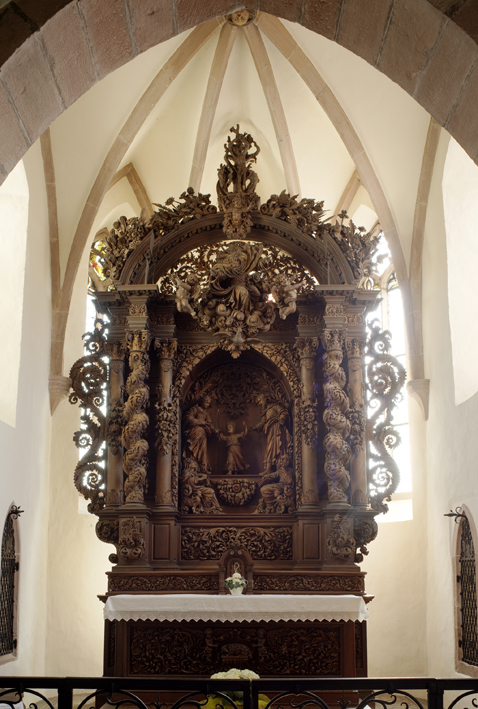
Der Barockaltar aus dem 17. Jahrhundert

St-Sébastien ist eine römisch-katholische Kapelle in der elsässischen Gemeinde Dambach-la-Ville. Sie ist als Monument historique denkmalgeschützt.

## Geschichte
St-Sébastien wurde 1285 erbaut und war bis 1489 Pfarrkirche des untergegangenen Dorfes Oberkirch. Im 14. Jahrhundert wurde Dambach zur Stadt erhoben und die Kirche musste aufgrund des Bevölkerungswachstums erweitert werden. Während der Französischen Revolution wurde die Kirche konfisziert, doch die Bürger der Stadt sammelten 1420 Livres und erwarben die Kapelle zurück. Bis heute ist die Kirche im Besitz der 32 Dambacher Familien, die sich zur Bruderschaft Saint Sébastian zusammengeschlossen hatten.
Im Zweiten Weltkrieg wurde die Kirche schwer beschädigt. Erst 1962 konnte sie restauriert werden.

## Architektur
Die ältesten Teile der Kirche stammen aus dem 12. Jahrhundert. Das romanische Kirchenschiff wurde  im 14. Jahrhundert umgebaut und im Osten ein gotischer Chor angebaut, der das Kirchenschiff leicht überragt. Von der ersten Kirche ist nur der quadratische Westturm aus dem 12. Jahrhundert mit Eckquaderung und das anschließende Mauerstück mit der Rundbogenpforte im Süden erhalten. Der flachgedeckte Saal mit Holzbalkendecke endet in einem gotischen Chor mit ⅝-Schluss. Eckstreben tragen das Rippengewölbe. Der eingezogene Chor wird über einen Spitzbogen betreten. Die älteren Fenster des Kirchenschiffs sind mit Segmentbögen ausgeführt, die neueren mit gotischem Maßwerk in Spitzbögen.
Auf der Nordostseite befindet sich ein kleines romanisches Beinhaus, in dem wohl die Gebeine der Toten des alten Friedhofs von Oberkirch ruhen.

## Ausstattung
Zur Kirchenausstattung gehört ein hölzerner Barockaltar der Gebrüder Clemens und Philipp Winterhalder aus den Jahren 1690 bis 1692. Der Altar aus Linden- und Birnenholz ist unbemalt. Im Zentrum des reich verzierten Schnitzaltars steht über einem gestuften Sockel mit integrierter Mensa (1886 von Théophile Klem aus Colmar neu geschaffen) ein Jesuskind, das von Maria und Josef begleitet wird. Die Szene wird von Säulen flankiert. Darüber Gottvater mit der Taube als Symbol des Heiligen Geistes, „ein Bildnis, das für sich allein genommen schon genügen würde, Clemens Winterhalder unter die bedeutenden Bildhauer des ausgehenden 17. Jahrhunderts einzureihen“. Bekrönt wird der Altar von einer Sebastiansstatue. Die beiden Seitenaltäre stammen aus der Zeit um 1500. Der linke zeigt eine Muttergottes, der rechte den hl. Sebastian. Dahinter sind Reste eines Freskos erhalten, das eine Szene des Jüngsten Gerichts zeigt. Drei Büsten aus dem Jahr 1520 zeigen Anna mit Maria, Magdalena und Barbara.